# 대한민국 형사소송법 제48조
대한민국 형사소송법 제48조는 조서의 작성방법에 대한 형사소송법의 조문이다.

## 조문
제48조(조서의 작성방법) ① 피고인, 피의자, 증인, 감정인, 통역인 또는 번역인을 신문하는 때에는 참여한 법원사무관등이 조서를 작성하여야 한다. <개정 2007.6.1>
②조서에는 다음 사항을 기재하여야 한다.
1. 피고인, 피의자, 증인, 감정인, 통역인 또는 번역인의 진술
2. 증인, 감정인, 통역인 또는 번역인이 선서를 하지 아니한 때에는 그 사유
③조서는 진술자에게 읽어주거나 열람하게 하여 기재내용의 정확여부를 물어야 한다.
④진술자가 증감변경의 청구를 한 때에는 그 진술을 조서에 기재하여야 한다.
⑤신문에 참여한 검사, 피고인, 피의자 또는 변호인이 조서의 기재의 정확성에 대하여 이의를 진술한 때에는 그 진술의 요지를 조서에 기재하여야 한다.
⑥전항의 경우에는 재판장 또는 신문한 법관은 그 진술에 대한 의견을 기재하게 할 수 있다.
⑦조서에는 진술자로 하여금 간인한 후 서명날인하게 하여야 한다. 단, 진술자가 서명날인을 거부한 때에는 그 사유를 기재하여야 한다.

第48條(調書의 作成方法) ① 被告人, 被疑者, 證人, 鑑定人, 通譯人 또는 飜譯人을 訊問하는 때에는 參與한 법원사무관등이 調書를 作成하여야 한다.  <개정 2007.6.1.>
②調書에는 다음 事項을 記載하여야 한다.
1. 被告人, 被疑者, 證人, 鑑定人, 通譯人 또는 飜譯人의 陳述
2. 證人, 鑑定人, 通譯人 또는 飜譯人이 宣誓를 하지 아니한 때에는 그 事由
③調書는 陳述者에게 읽어주거나 閱覽하게 하여 記載內容의 正確與否를 물어야 한다.
④陳述者가 增減變更의 請求를 한 때에는 그 陳述을 調書에 記載하여야 한다.
⑤訊問에 參與한 檢事, 被告人, 被疑者 또는 辯護人이 調書의 記載의 正確性에 對하여 異議를 陳述한 때에는 그 陳述의 要旨를 調書에 記載하여야 한다.
⑥前項의 境遇에는 裁判長 또는 訊問한 法官은 그 陳述에 對한 意見을 記載하게 할 수 있다.
⑦調書에는 陳述者로 하여금 間印한 後 署名捺印하게 하여야 한다. 但, 陳述者가 署名捺印을 拒否한 때에는 그 事由를 記載하여야 한다.

## 참조조문

### 형사소송법
제244조(피의자신문조서의 작성) ① 피의자의 진술은 조서에 기재하여야 한다.
②제1항의 조서는 피의자에게 열람하게 하거나 읽어 들려주어야 하며, 진술한 대로 기재되지 아니하였거나 사실과 다른 부분의 유무를 물어 피의자가 증감 또는 변경의 청구 등 이의를 제기하거나 의견을 진술한 때에는 이를 조서에 추가로 기재하여야 한다. 이 경우 피의자가 이의를 제기하였던 부분은 읽을 수 있도록 남겨두어야 한다. <개정 2007.6.1>
③피의자가 조서에 대하여 이의나 의견이 없음을 진술한 때에는 피의자로 하여금 그 취지를 자필로 기재하게 하고 조서에 간인한 후 기명날인 또는 서명하게 한다. <개정 2007.6.1>

제52조(공판조서작성상의 특례) 공판조서 및 공판기일외의 증인신문조서에는 제48조제3항 내지 제7항의 규정에 의하지 아니한다. 단, 진술자의 청구가 있는 때에는 그 진술에 관한 부분을 읽어주고 증감변경의 청구가 있는 때에는 그 진술을 기재하여야 한다. <개정 1995.12.29>

### 형사소송규칙
제29조(조서에의 인용) 조서에는 서면, 사진, 속기록, 녹음물, 영상녹화물, 녹취서 등 법원이 적당하다고 인정한 것을 인용하고 소송기록에 첨부하거나 전자적 형태로 보관하여 조서의 일부로 할 수 있다.[전문개정 2012.5.29.]

## 참고 문헌
- 손동권 신이철, 새로운 형사소송법(초판, 2013), 세창, 2013. ISBN 9788984114081

## 같이 보기
- 대한민국 형사소송법 제244조 피의자신문조서의 작성
- 대한민국 형사소송법 제52조 공판조서작성상의 특례